# Erlbach-Kirchberg
Erlbach-Kirchberg ist ein Ortsteil der Stadt Lugau im Norden des Erzgebirgskreises in Sachsen. Sie gehörte bis zum 31. Dezember 2012 zur Verwaltungsgemeinschaft Lugau und wurde am 1. Januar 2013 nach Lugau eingemeindet.

## Geografie

### Ortsgliederung
Erlbach-Kirchberg besteht aus den beiden Gemarkungen Erlbach und Kirchberg, welche früher eigenständige Dörfer waren. 

## Geschichte

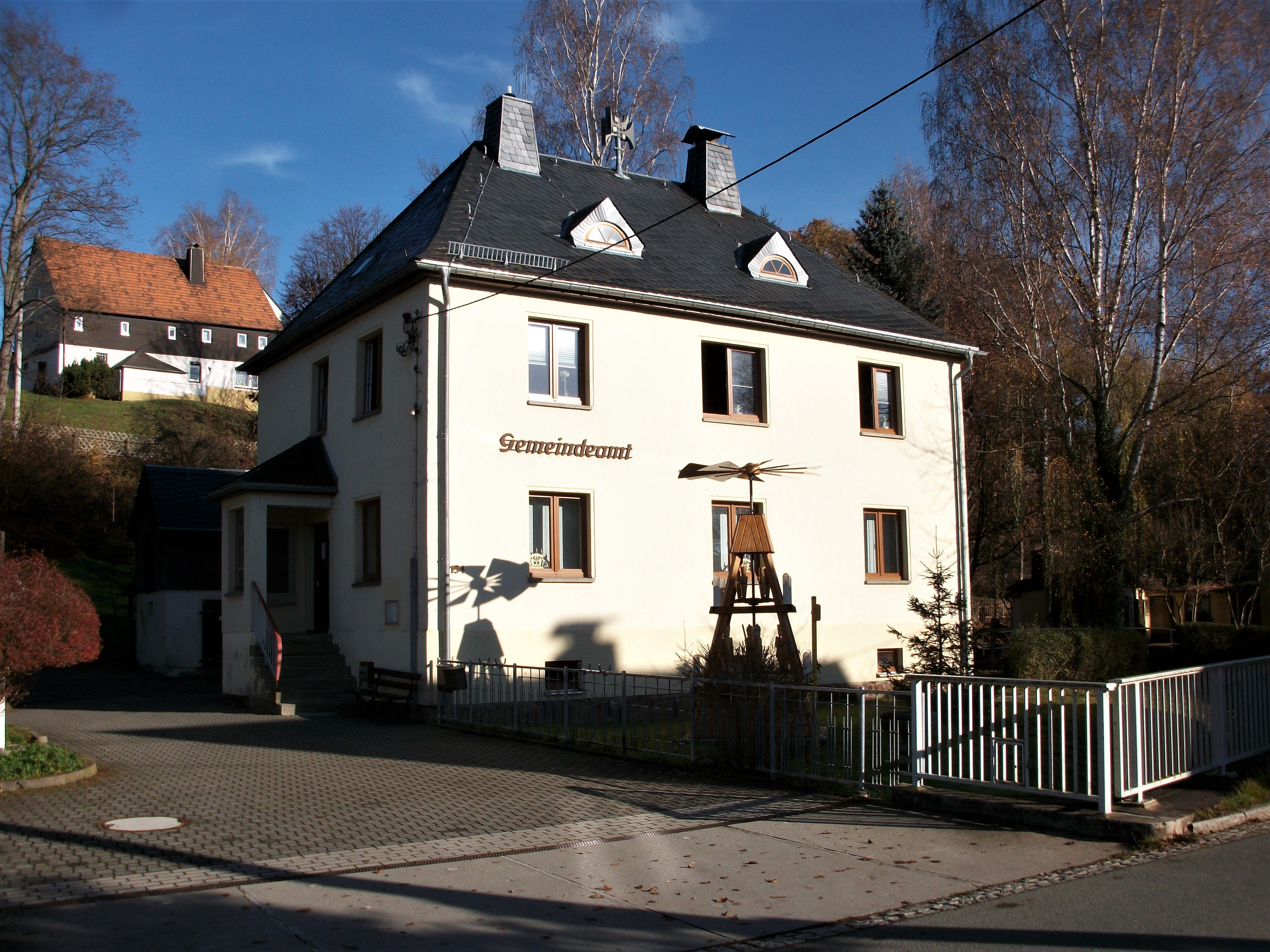
Gemeindeamt Erlbach-Kirchberg mit Ortspyramide

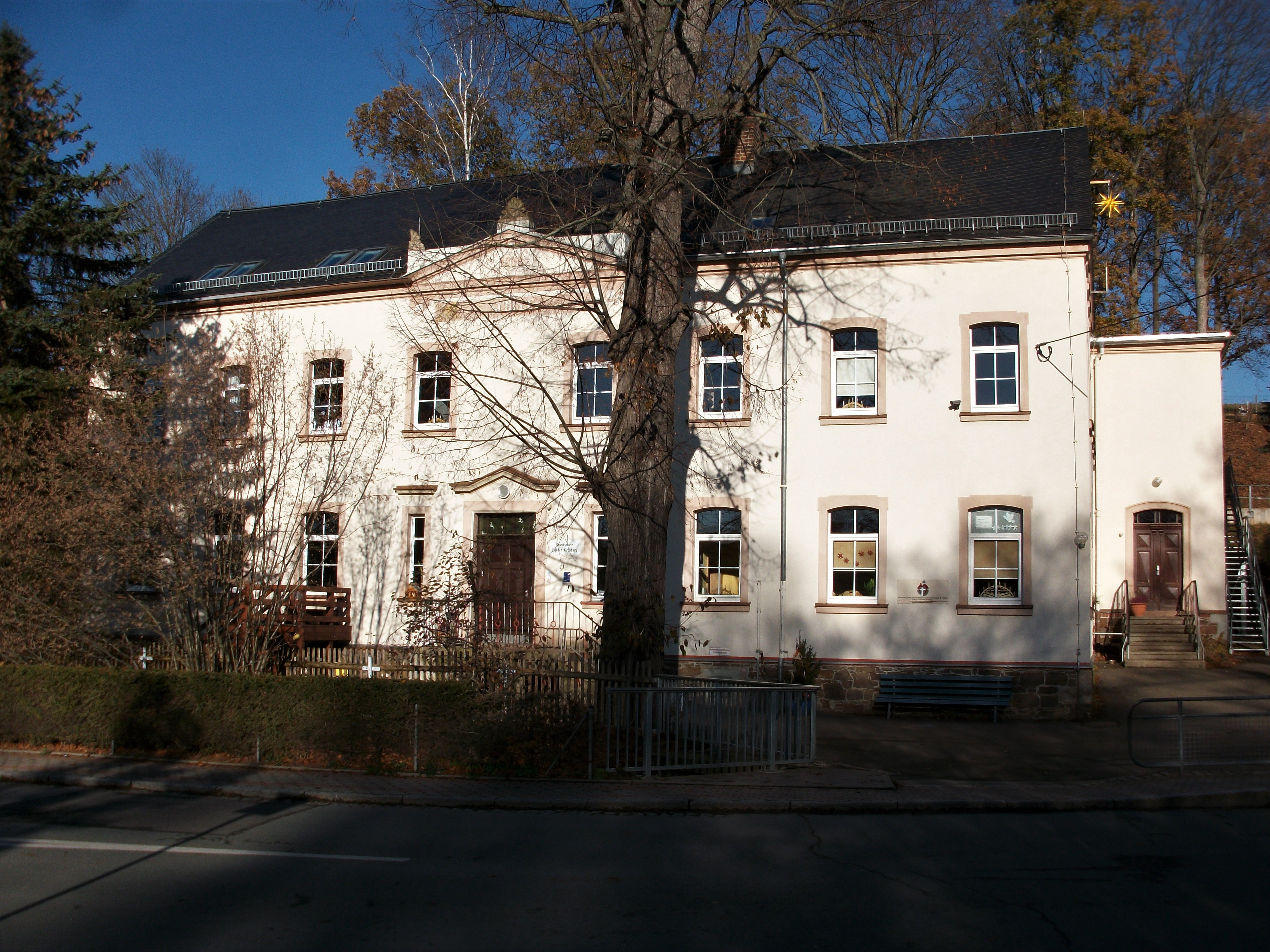
Evangelische Montessori-Grundschule Erlbach-Kirchberg

Erlbach wurde durch die Ansiedlung fränkischer Bauern im 12. Jahrhundert als Waldhufendorf gegründet. Der Ort wurde 1486 erstmals urkundlich erwähnt. Die Siedlung wurde später durch Schenkung der Herren von Waldenburg an das Kloster Grünhain getrennt und erst 1957 wieder vereint. Im Ort wohnten meist Fronarbeiter und Jagdtreiber von Stollberg. So waren die Haupterwerbszweige die Köhlerei, das Torfstechen und Erzwaschen. Zwei Mühlen arbeiteten noch bis 1930.
Von 1922 bis 1956 war Kirchberg nach Lugau eingemeindet. Am 1. Januar 1957 wurde Kirchberg aus der Stadt Lugau ausgegliedert und mit Erlbach zur Gemeinde Erlbach-Kirchberg zusammengeschlossen.
Am 1. Januar 1999 wurde Ursprung eingemeindet. Seit der am 1. Januar 2013 erfolgten Eingemeindung der Gemeinde Erlbach-Kirchberg nach Lugau bilden die beiden Lugauer Ortsteile Erlbach-Kirchberg und Ursprung eine eigene Ortschaft innerhalb des Stadtgebiets.

## Gedenkstätten
Auf dem Friedhof des Ortsteiles Erlbach erinnert ein Mahnmal an sechs unbekannte KZ-Häftlinge eines Todesmarsches aus dem KZ Auschwitz, die im März 1945 von SS-Männern ermordet worden waren.

## Sehenswürdigkeiten

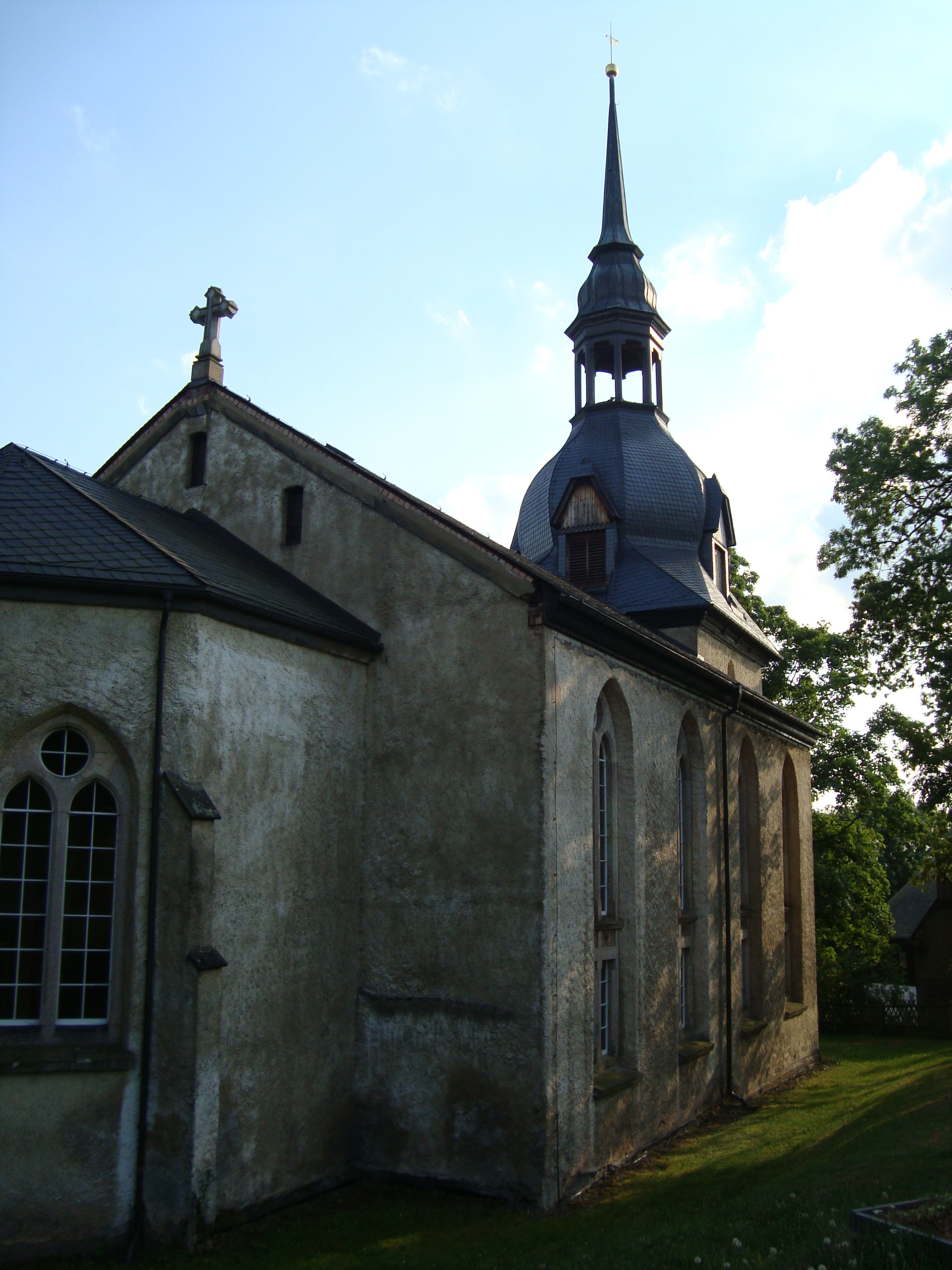
Kirche in Erlbach
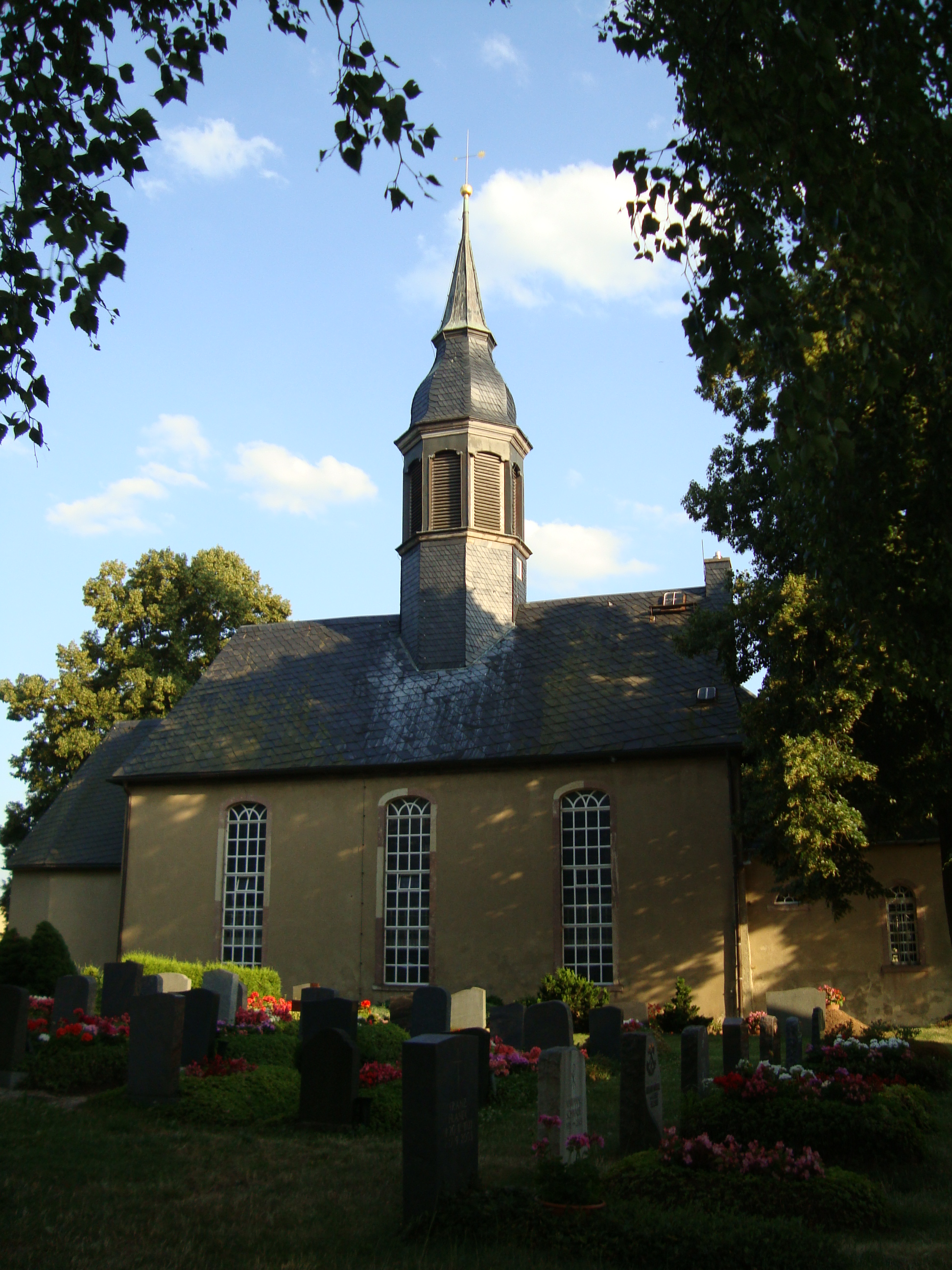
Kirche in Kirchberg

- Erlbacher Kirche
- Kirchberger Kirche
- Erlbach-Denkmal
- Gränitzgut – Fachwerkgebäude aus dem Jahr 1847 mit großem Mansarddach

## Verkehr

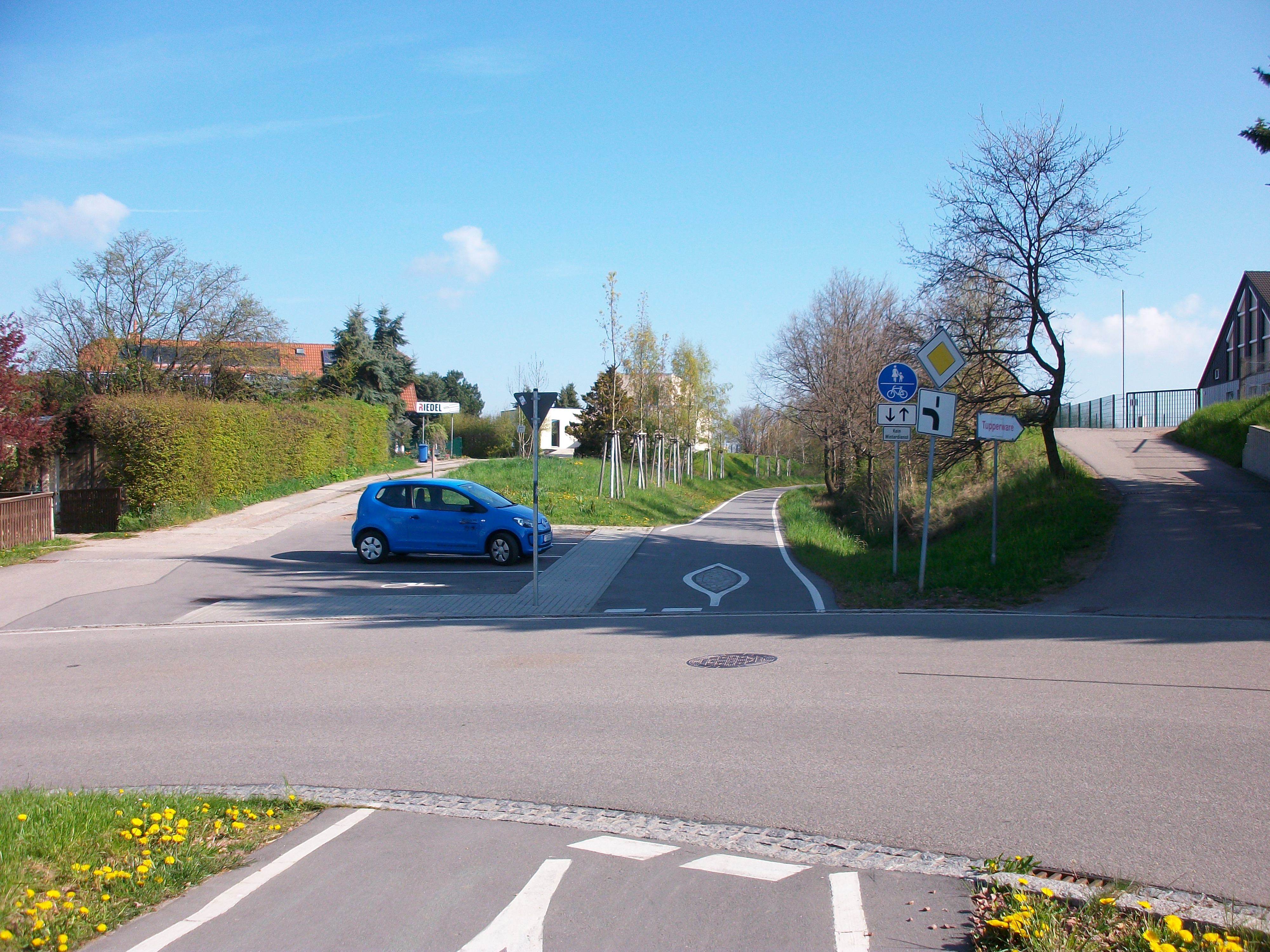
Ehem. Haltepunkt Erlbach-Kirchberg (2016)

Erlbach-Kirchberg liegt im Dreieck zwischen der B 180 im Westen, der B 173 im Norden und der A 72 im Osten. Diese ist über die Anschlüsse Stollberg-Nord und Stollberg-West in ca. 8 km Entfernung zu erreichen. Der Ort liegt 20 km östlich von Zwickau, 18 km westlich von Chemnitz und 10 km nordwestlich der Großen Kreisstadt Stollberg/Erzgeb. Die 1990 stillgelegte und 2009 abgebaute Bahnstrecke Neuoelsnitz–Wüstenbrand führte durch die Gemeinde. Auf der Trasse entstand ein Radweg.

## Persönlichkeiten
- Heinrich Kühn (1860–1906), Naturalienhändler, Forschungsreisender und Entomologe
- Kurt Abendroth (* 1921), Politiker (DBD)
- Andreas Kirchner (1953–2010), Bobsportler, 1984 Olympiasieger